# Ерёмина, Лариса Борисовна
Лариса Борисовна Ерёмина (англ. Larisa Eryomina Wain (Larisa E. Wain); в замужестве Вейн; род. 12 сентября 1950, Тирасполь) — советская и американская актриса.

## Биография
Родилась в Тирасполе (Молдавская ССР) 12 сентября 1950 года. С шестилетнего возраста росла в Кишинёве, где окончила среднюю школу.
В 1972 году окончила школу-студию МХАТ по классу народного артиста СССР, профессора Павла Владимировича Массальского. С 1972 по 1979 работала в театре имени В. Маяковского. В 1979 году вышла замуж за скрипача Григория Вейна и эмигрировала в США (сначала жила в Нью-Йорке, с 1980 года в Лос-Анджелесе).
С 1979 по 2008 снималась в американских телесериалах и художественных фильмах, занималась озвучиванием фильмов. В 1981—1983 годах училась и параллельно преподавала в Университете Южной Калифорнии, получила диплом магистра искусств. С 1981 по 1992 играла в театральных спектаклях. В 1983—1989 годах по приглашению декана театрального факультета преподавала систему Станиславского в государственном университете Лос-Анджелеса. С 1985 по 2005 год была ведущей русскоязычного телеканала в Лос-Анджелесе. В 1987 году по просьбе студентов университета открыла школу актёрского мастерства и режиссуры The Original Stanislavsky Academy — West в Лос-Анджелесе.

## Семья
Дети: сын Алан (1980), дочь Мариана (1990).

## Фильмография
- 1973 — Иван Васильевич меняет профессию — девушка на пиру
- 1973 — Огненный берег — Катя
- 1974 — Поцелуй Чаниты — Чанита Рамирос
- 1975 — Не может быть! — Софочка
- 1975 — Между небом и землёй — Саша Карасик
- 1976 — Это было в Межгорье — Валентина
- 1976 — На крутизне (режиссёр Юсуф Азизбаев] — Ольга Константиновна Богуславская
- 1977 — Садись рядом, Мишка — жена лётчика
- 1978 — Кто — кого — Элеонора
- 1978 — Трактир на Пятницкой — Варвара Сергеевна, певица в трактире
- 1978 — Мой друг дядя Ваня — жена генерала
- 1980 — Raise the Titanic / Поднять «Титаник» (киностудия Universal) — Елена
- 1986 — Верховный суд — Тара Сингер
- 1986 — Пугало и миссис Кинг — Надин
- 1986 — Молодые и дерзкие — Вероника
- 1988 — Главный госпиталь — Франческа Д’Aлаторe
- 1989 — The Legend of the Emerald Princess — Oльга и царица Ирина
- 1992 — Пятый угол — Раиса Кравчук
- 1996 — Первый удар — русская женщина
- 1999 — Пустошь — портниха
- 2007 — Рабство — Элизабета, мать Вероники

## Работа в театре
МХАТ
- «Отелло» — Дездемона
- «Женитьба Фигаро» — графиня Альмавива
- «Школа злословия» — Мария

Театр имени В. Маяковского (1971—1974)
- «Аристократы» — Маргарита Ивановна
- «Таланты и поклонники» — Негина
- «Звонок в пустую квартиру» — Ксана Баташова
- «Зимняя баллада» — Наташа

В США (1981—1992)
- «Повесть о Сонечке» — Цветаева и Сонечка
- «Сюжет для небольшого рассказа» — Лика Мезинова
- «Чайка» — Нина Заречная
- «Медведь» — помещица Попова
- «Пришельцы» (Alien) — Ольга
- «Между Востоком и Западом» (Between East and West) — Эрна Гашек
- «Белый Мерседес» — Анна